# 新井リオ
新井リオ（あらい りお、1994年8月27日 - ）は、日本のイラストレーター、デザイナー、作家、音楽家。ロックバンドPENs+のボーカル・ギター担当。

## 来歴
東京都出身。立教大学社会学部卒業。
小・中学生時代の9年間はサッカーに打ち込む。チームでは副キャプテンを務めたこともあるが、幼少期から音楽が好きだったため、15歳のときにギターを始めた。
2012年からPENs+のボーカルとして活動を始め、日比谷野外大音楽堂にて開催された「閃光ライオット」に出場。
バンドグッズをデザインできる知人がいなかったため、大学入学後に独学でデザインとイラストを勉強し、自分で作るようになった。
2013年夏、高校生の頃から憧れていたアメリカのロックバンドと日本で共演するも、自分が英語を全く話せないことにショックを受けた。留学をするお金がなかったため「英語日記」という独自の勉強法を考え、学習をスタート。
2015年6月、PENs+として初のカナダツアーを敢行。翌年、「次はデザイナーになる」ことを目標に大学を休学し、カナダのモントリオールに渡った。
2020年1月、英語日記による勉強法と、カナダでのデザイナー生活をつづった著書「英語日記BOY 海外で夢を叶える英語勉強法」を、左右社より出版。Amazon本総合人気度ランキング、本総合新着ランキング、英語の学習法ランキング、それぞれ1位を記録。2月、中目黒 蔦屋書店にて初のイラスト個展を開催。 

## 人物
- 英語の勉強が大好きで、20歳の頃からほぼ毎日、英語日記を書いている[11]。
- 共感覚があり、物や人に対して色（オーラ）を感じ取ることができる[12]。

## 作品

### 書籍
- 『英語日記BOY 海外で夢を叶える英語勉強法』（左右社、2020年）

### イラスト
- 「WIRED.jp - Game Business Battle Royale」
- 「インナー・シティ・ブルース」長谷川町蔵 著（SPACE SHOWER BOOKS、2019年）
- 「六本木ヒルズ “天空のクリスマス supported by SUBARU”」

### デザイン
- 「フワちゃん × LOFT9 コラボカフェ ポスター 」
- 「Sony Music Shop ZINE “とある音楽会社の裏側” 」

### CD
- 「RULES!」（SPACE SHOWER MUSIC、2014年）
- 「soccer」（Walk Records、2014年）
- 「OUR days.」（Walk Records、2015年）
- 「透明な箱/caramel」（FRIENDSHIP、2019年）

### レコード
- 「split 7”」（Lauren Records、2017年）

### カセットテープ
- 「OUR days.」（inki/melancholy records、2015年）

### 個展
- 中目黒蔦屋書店『英語日記BOYの英語日記』展 [13]

### 連載
- DMM英会話「新井リオのQ&ABC」
- 日経doors「英語日記BOY新井リオのコスパ最強英語勉強法」